# Boniface de Vérone
Boniface de Vérone (mort à la fin de l'année 1317 ou au début de 1318) est un seigneur lombard qui vit en Grèce, au moment de l'occupation franque du pays. Il est le troisième fils d'une branche mineure de sa famille et il préfère vendre son domaine pour devenir chevalier au service de Guy II de la Roche, duc d'Athènes. A ce titre, il expulse les Byzantins de l'Eubée en 1296, devenant ainsi l'un des plus puissants personnages de la région. Après la mort de Guy II, il est le régent du duché d'Athènes en 1308-1309, avant d'être capturé par la compagnie catalane lors de la bataille d'Almyros, en mars 1311. Malgré sa détention, il est traité avec égards et les Catalans envisagent même de faire de lui leur chef mais il refuse, tout en conservant des liens importants avec eux, partageant notamment leur hostilité à l'égard de la république de Venise. Boniface meurt en 1317 ou 1318, laissant son beau-fils, Alphonse Frédéric d'Aragon, comme héritier.

## Biographie
Il appartenait à l'une des deux familles de tierciers qui régnaient sur l'ile d'Eubée depuis la quatrième croisade : son père, Francesco, était un cadet du tiercier Giberto Ier da Verona. Les seigneurs latins avaient cependant subi une reconquête byzantine au cours des années 1270-1280.
Boniface se mit au service des ducs d'Athènes à partir des environs de 1287. Il arma ainsi chevalier le duc Guy II de la Roche lorsque celui-ci atteignit sa majorité en 1294 et reçut de lui à cette occasion les fiefs de Gardiki (Thessalie) et d'Égine-Salamine.
Le duc lui fit aussi épouser sa pupille, héritière de la seigneurie de Karystos en Eubée.
En 1296, Boniface entreprit la reconquête du domaine de sa femme et expulsa les Byzantins d'Eubée, dont il devint le personnage le plus puissant. Il se heurta ainsi aux Vénitiens qui contrôlaient indirectement le reste de l'île par l'intermédiaire des autres tierciers, et entra en contact avec les mercenaires de la compagnie catalane.
Il participa cependant à la bataille du lac Copaïs en 1311 aux côtés du nouveau duc d'Athènes contre les Catalans, et fut l'un des chevaliers épargnés par ces derniers.
En 1317, il se rapprocha des Catalans en mariant sa fille Marulla au nouveau gouverneur du duché catalan, Alphonse Frédéric d'Aragon. L'accord conclu stipulait que Marulla hériterait des possessions de Boniface, malgré l'existence d'un fils, Thomas. 
Boniface mourut en 1318, alors que son beau-fils cherchait à conquérir l'ensemble de l'Eubée sur les Vénitiens. 
Ami du Catalan Ramon Muntaner, il est décrit en termes élogieux dans sa chronique.